# Imbrasia aniger
Imbrasia aniger är en fjärilsart som beskrevs av Stoneham 1962. Imbrasia aniger ingår i släktet Imbrasia och familjen påfågelsspinnare. Inga underarter finns listade i Catalogue of Life.